# DAICHI MIURA LIVE TOUR 2010 〜GRAVITY〜
『DAICHI MIURA LIVE TOUR 2010 〜GRAVITY〜』（だいち みうら ライブ ツアー にせんじゅう グラヴィティ）は、日本の歌手、三浦大知の3枚目のライブDVD。発売元は、SONIC GROOVE。

## 解説
- 2010年12月5日にZepp Tokyoで行われたライブ「DAICHI MIURA LIVE TOUR 2010 〜GRAVITY〜」の模様を収録。
- ライブでは「Possibility duet with 三浦大知」と「Drama」の間に、「Human Nature」(Michael Jacksonの同名の曲のカヴァー)』と「白い恋人達」（桑田佳祐の同名の曲のカヴァー）も歌われていたが、本作では収録されていない。
- 「Touch Me」は本作発売に先立ち、YouTubeの「avex Channel」にて公式公開されている。

## 収録曲
LIVE
1. Spotlight
2. Inside Your Head
3. Flag
  - 5thシングルのオリジナル曲バージョンではなく、2ndアルバム『Who's The Man』（2009年9月16日）収録の「Flag (BACHLOGIC REMIX)」バージョン
4. Crazy
5. Baby Be Mine
6. Delete My Memories
7. Your Love
8. One Step Closer
9. 銀の涙
10. Make It Happen
11. Open Your Heart
12. Who's The Man
13. DANCE NUMBER
  - 曲：「Ben L'Oncle Soul - Demain J'Arrête」、「Tyga & Chris Brown - Have It」、「Calvin Harris - The Rain」
14. Possibility duet with 三浦大知 / BoA
15. Drama
16. Do Not Disturb
  - 本作発売時点で未発表曲
17. Touch Me
  - 当時は未発表曲であったが、本作発売と同時にレコチョクにて着うた配信開始
18. No Limit
19. Hypnotized

ENCORE
1. HOT MUSIK
2. The Answer
3. Lullaby

Off Shot

## キャスト
- 三浦大知
- ダンサー：Shota、Puri、NOPPO、Kazuki
- キーボード：GAKUSHI
- D.J：DAISHIZEN、NON
- ドラム：Jay Sitxx
- ゲスト：BoA

## タイアップ
- Touch Me：テレビ東京の音楽番組『流派-R』5月の オープニングテーマ曲に本作品の映像が起用